# Platyhypnidium peruviense
Platyhypnidium peruviense là một loài Rêu trong họ Brachytheciaceae. Loài này được (R.S. Williams) Ochyra miêu tả khoa học đầu tiên năm 1999.